# モニカ・プイグ
モニカ・プイグ・マルチャン（Mónica Puig Marchán, 1993年9月27日 - ）は、プエルトリコ・サンフアン出身の女子プロテニス選手。2016年リオデジャネイロオリンピックで女子シングルスの金メダルを獲得した選手である。これまでにWTAツアーでシングルス2勝を挙げている。身長170cm、体重64kg。右利き、バックハンド・ストロークは両手打ち。WTAランキング最高位はシングルス27位、ダブルス210位。

## 来歴
6歳からテニスを始める。2010年にプロに転向。4大大会では2013年全仏オープンで初出場した。1回戦で第11シードのナディア・ペトロワを 3-6, 7-5, 6-4 で破り3回戦まで進出した。続くウィンブルドンでも1回戦で第5シードのサラ・エラニを 6-3, 6-2 で破り4回戦まで進出した。4回戦ではスローン・スティーブンスに 6-4, 5-7, 1-6 で敗れた。
2014年5月のストラスブール国際で初めてのツアー決勝に進出した。決勝でシルビア・ソレル＝エスピノサを 6–4, 6–3 で破り初優勝を果たした。
2016年8月のリオ五輪で初めてオリンピックに出場した。シングルス3回戦では第3シードのガルビネ・ムグルサ、準決勝ではペトラ・クビトバを破ってノーシードから決勝に進出した。決勝では第2シードのアンゲリク・ケルバーを 6–4, 4–6, 6–1 で破って優勝し、オリンピックでのプエルトリコ史上初の金メダルを獲得した。

## WTAツアー決勝進出結果

### シングルス: 4回 (2勝2敗)
| 大会グレード                  |
| ----------------------------- |
| グランドスラム (0–0)          |
| オリンピック (1–0)            |
| WTAファイナルズ (0–0)         |
| プレミア・マンダトリー (0–0)  |
| プレミア5 (0-0)               |
| WTAエリート・トロフィー (0-0) |
| プレミア (0–1)                |
| インターナショナル (1–1)      |

| 結果   | No. | 決勝日         | 大会                 | サーフェス    | 対戦相手                     | スコア        |
| ------ | --- | -------------- | -------------------- | ------------- | ---------------------------- | ------------- |
| 優勝   | 1.  | 2014年5月24日  | ストラスブール       | クレー        | シルビア・ソレル＝エスピノサ | 6–4, 6–3      |
| 準優勝 | 1.  | 2016年1月15日  | シドニー             | ハード        | スベトラーナ・クズネツォワ   | 0–6, 2–6      |
| 優勝   | 2.  | 2016年8月13日  | リオデジャネイロ五輪 | ハード        | アンゲリク・ケルバー         | 6–4, 4–6, 6–1 |
| 準優勝 | 2.  | 2017年10月21日 | ルクセンブルク       | ハード (室内) | カリナ・ビットヘフト         | 3–6, 5–7      |

## 4大大会シングルス成績
略語の説明
| W | F | SF | QF | #R | RR | Q# | LQ | A | Z# | PO | G | S | B | NMS | P | NH |

W=優勝, F=準優勝, SF=ベスト4, QF=ベスト8, #R=#回戦敗退, RR=ラウンドロビン敗退, Q#=予選#回戦敗退, LQ=予選敗退, A=大会不参加, Z#=デビスカップ/BJKカップ地域ゾーン, PO=デビスカップ/BJKカッププレーオフ, G=オリンピック金メダル, S=オリンピック銀メダル, B=オリンピック銅メダル, NMS=マスターズシリーズから降格, P=開催延期, NH=開催なし.
| 大会           | 2012 | 2013 | 2014 | 2015 | 2016 | 2017 | 2018 | 通算成績 |
| -------------- | ---- | ---- | ---- | ---- | ---- | ---- | ---- | -------- |
| 全豪オープン   | LQ   | LQ   | 2R   | 2R   | 3R   | 2R   | 2R   | 6–5      |
| 全仏オープン   | LQ   | 3R   | 1R   | 1R   | 3R   | 2R   |      | 5–5      |
| ウィンブルドン | A    | 4R   | 1R   | 1R   | 1R   | 1R   |      | 3–5      |
| 全米オープン   | LQ   | 1R   | 2R   | 1R   | 1R   | 1R   |      | 1–5      |